# Водене птице
Воденим птицама или птицама водарицама назива се у свакодневном говору низ врло различитих птица из група које често нису међусобно уско повезане, али се редовно задржавају на води, пливају или роне, а уз то имају и развијене пливајуће кожице:
- пловуше
- гњурци
- неке чапље
- пеликанке, попут пеликана и корморана
- неке шљукарице
- пингвинке